# 荒島站
荒島站（日语：／ Arashima eki */?）是位於島根縣安來市荒島町，西日本旅客鐵道（JR西日本）的山陰本線車站。

## 歷史
- 1908年（明治41年）11月8日 - 官設鐵道安來站至松江站之間開業，此站啟用。為旅客和貨運車站。
  - 當時車站地址為島根縣能義郡荒島村荒島。
- 1909年（明治42年）10月12日 - 制定路線，鐵路線名為山陰本線。
- 1928年（昭和3年）7月14日 - 廣瀨鐵道線（後來為廣瀨線（日语：広瀬線））此站至出雲廣瀨站之間開通。
- 1944年（昭和19年）10月31日 - 廣瀨鐵道線與伯陽電鐵合併，成為山陰中央鐵道廣瀨線的車站。
- 1948年（昭和23年）4月1日 - 廣瀨線再次獨立，成為島根鐵道的車站。
- 1954年（昭和29年）
  - 4月1日 - 隨著安來市（第一次）成立，車站地址為島根縣安來市荒島町。
  - 12月1日 - 島根鐵道被一畑電氣鐵道收購，成為一畑電氣鐵道廣瀨線車站。
- 1960年（昭和35年）6月20日 - 一畑電氣鐵道廣瀨線廢止。
- 1963年（昭和38年）2月1日 - 終止貨物起卸業務。
- 1964年（昭和39年）12月1日 - 重開貨物起卸業務
- 1977年（昭和52年）3月5日 - 再次終止貨物起卸業務。
- 1987年（昭和62年）4月1日 - 伴隨國鐵分割民營化，車站由西日本旅客鐵道（JR西日本）營運。
- 2004年（平成16年）10月1日 - 隨著安來市（第二次）成立，車站地址為島根縣安來市荒島町。
- 2016年（平成28年）12月17日 - 此站可以使用IC卡「ICOCA」[1][2]。設置IC卡專用簡易閘機。

## 構造
車站是一座地面車站，設有2面3線的單式、島式月台，可進行列車待避和交會。車站大樓位於單式月台旁邊（1號月台），兩月台之間設有跨線橋連接。
車站是一座由松江站管理的無人車站，車站大樓內設有自動售票機。車站大樓是一座古老木造建築物，但是由於增設荒島單車停泊場，因此大樓被增建。車站大樓設有荒島站連繫館與展示室。

### 月台
| 月台 | 路線     | 上下行 | 方向                 | 備註             |
| ---- | -------- | ------ | -------------------- | ---------------- |
| 1    | 山陰本線 | 下行   | 松江、出雲市方向     |                  |
| 2    | 山陰本線 | 上行   | 米子、鳥取、新見方向 |                  |
| 3    | 山陰本線 | 上行   | 米子、鳥取、新見方向 | 待避特急列車專用 |
| 3    | 山陰本線 | 下行   | 松江、出雲市方面     | 待避特急列車專用 |

1號月台為下行本線，2號月台為上行本線，3號月台為上下行副本線。

## 使用狀況
以下為近年1日平均乘車人次列表：
| 乘車人次變化 | 乘車人次變化    |
| 年度         | 1日平均乘車人次 |
| ------------ | --------------- |
| 1984         | 509             |
| 1994         | 577             |
| 1999         | 421             |
| 2000         | 442             |
| 2001         | 410             |
| 2002         | 380             |
| 2003         | 371             |
| 2004         | 356             |
| 2005         | 365             |
| 2006         | 376             |
| 2007         | 419             |
| 2008         | 463             |
| 2009         | 449             |
| 2010         | 445             |
| 2011         | 411             |
| 2012         | 415             |
| 2013         | 421             |
| 2014         | 410             |
| 2015         | 415             |
| 2016         | 413             |
| 2017         | 409             |

## 周邊
- 荒島郵局
- 安來市立認定兒童園荒島
- 安來駕駛學校
- 山陰合同銀行荒島代理店
- 安來市立荒島小學
- 荒島信義會

## 巴士路線
車站前設有安來市廣域生活巴士「荒島站前」巴士站。車站附近也有日之丸自動車「荒島站前」巴士站。

## 相鄰車站
西日本旅客鐵道
山陰本線
■快速「Aqua快車」、■快速「鳥取快車」、■普通
安來－荒島－揖屋

### 曾經存在的路線
一畑電氣鐵道
廣瀨線
荒島－仲仙寺

## 注腳
1. ↑  奧平真也. . 朝日新聞 (朝日新聞社). 2016-12-18: 晨報 島根版.
2. ↑  山陰線（出雲市～伯耆大山駅間）、伯備線（根雨駅、生山駅、新見駅）ICOCAご利用開始日・自動改札機ご利用開始日決定! （页面存档备份，存于） - 西日本旅客鐵道（2016年10月18日）
3. ↑  島根縣統計書

## 外部連結
- 荒島｜車站資訊：JR出門網 - 西日本旅客鐵道（日語）